# Carl Friedrich Christian Fasch

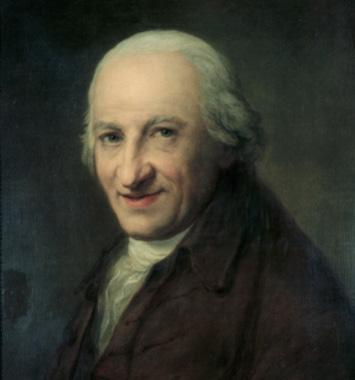
Carl Friedrich Christian Fasch (Gemälde von Anton Graff, nach 1790)

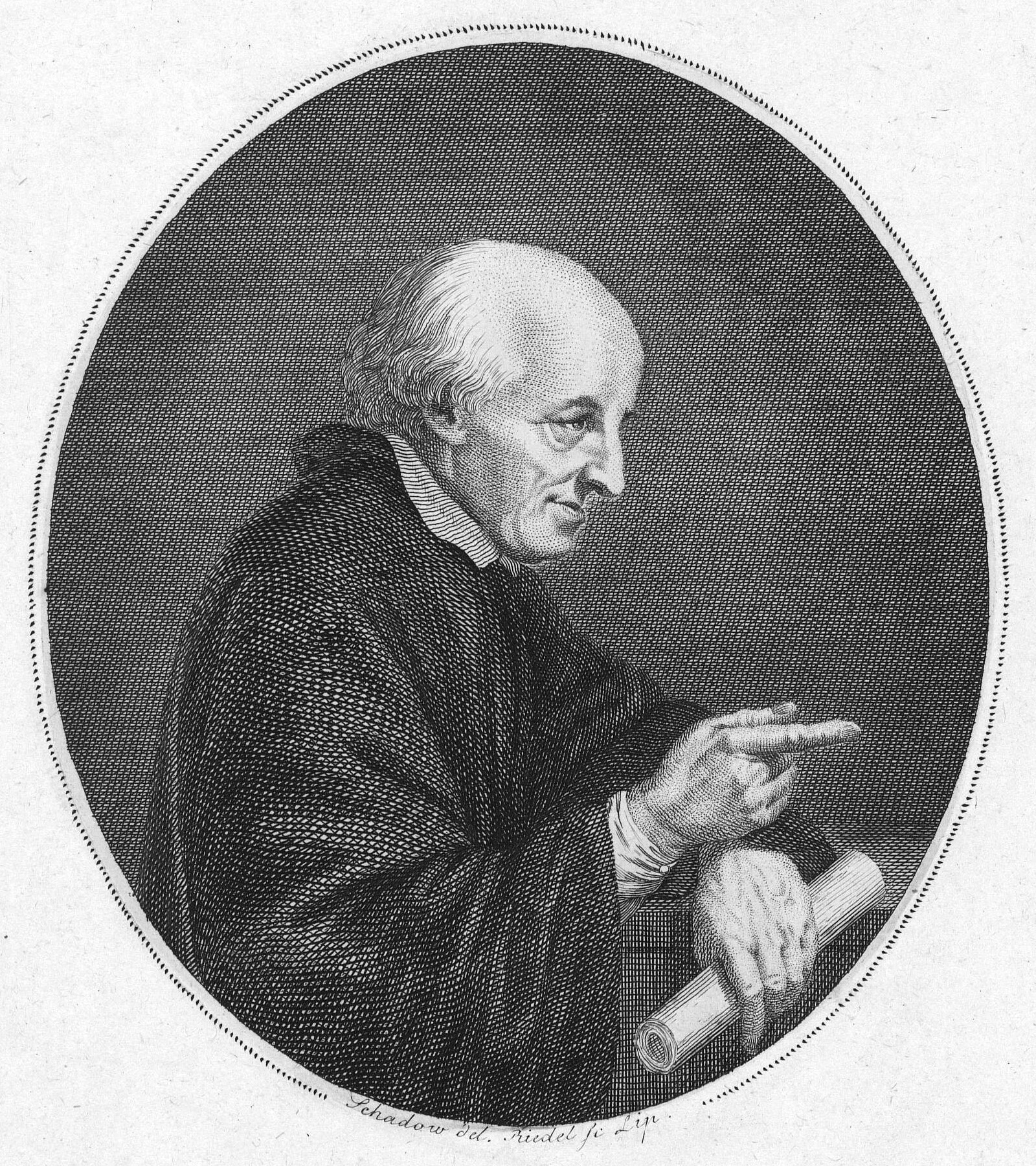
Carl Friedrich Christian Fasch, Stich von Carl Traugott Riedel (1769-nach 1832) nach Johann Gottfried Schadow

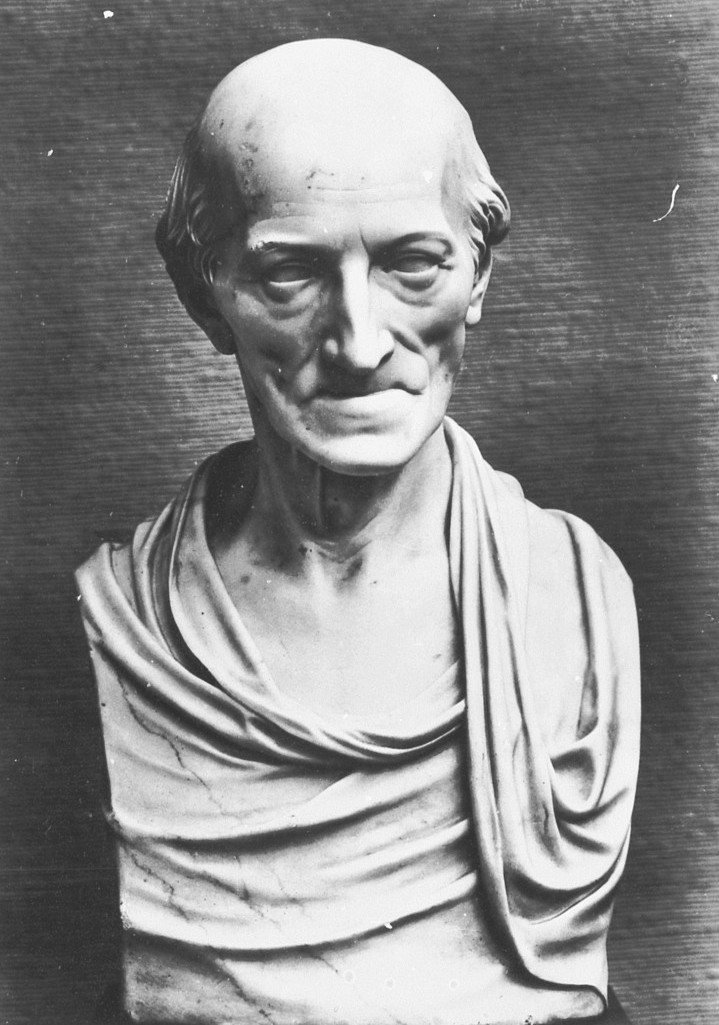
Marmorbüste nach Faschs Totenmaske, geschaffen von Johann Gottfried Schadow

Carl Friedrich Christian Fasch (* 18. November 1736 in Zerbst; † 3. August 1800 in Berlin), Sohn des Barock-Komponisten Johann Friedrich Fasch, war ein deutscher Musiker, Komponist, Musiklehrer und Chorleiter.
Bleibenden Ruhm erlangte er durch die Gründung der „Singe-Academie zu Berlin“ (1791), die später von seinem Theorieschüler Carl Friedrich Zelter übernommen wurde.

## Leben
Seine erste musikalische Ausbildung erhielt Fasch bei seinem Vater, der in Zerbst als Hofkapellmeister arbeitete und selbst Schüler von Johann Sebastian Bach gewesen war. Mit 14 Jahren schickte ihn sein Vater nach Neustrelitz, wo er das Violinspiel bei dem dortigen Konzertmeister Johann Christian Hertel erlernte. Mit 15 Jahren wurde er Mitglied der Herzoglichen Kapelle. Daneben war er auf Cembalo und Orgel ein hervorragender Begleiter.
Schon früh begann Fasch, kirchenmusikalische Werke zu schreiben, die er jedoch immer wieder vernichtete, weil sie vermutlich seinen Ansprüchen nicht genügten.
Im Jahr 1756 kam er auf Empfehlung Franz Bendas, Geiger in der Hofkapelle Friedrich II. (des Großen), an den preußischen Hof. Neben Carl Philipp Emanuel Bach wurde er zum zweiten Hofcembalisten. Eine seiner Aufgaben bestand darin, den König bei seinen Flötenkonzerten zu begleiten; die Gage betrug dafür 300 Reichstaler im Jahr. Von 1774 bis 1776 war er Hofkapellmeister.
Obwohl Friedrich II. nach dem Siebenjährigen Krieg und dem Bayerischen Erbfolgekrieg 1778 die Musik nahezu aufgegeben hatte, musste Fasch alle vier Wochen von Berlin aus zum Hof nach Potsdam reisen, da der König seine wiederkehrenden Entlassungsgesuche ablehnte. In dieser Zeit widmete er sich vor allem dem Schreiben kunstvoller Kanons, musiktheoretischen Arbeiten und seinen vielfältigen wissenschaftlichen Studien.
Der Berliner Hofkapellmeister Johann Friedrich Reichardt brachte ihm aus Italien ein Werk des frühbarocken italienischen Komponisten Orazio Benevoli mit, eine 16-stimmige Messe, die Fasch faszinierte und in ihm den Wunsch erweckte, ein ähnliches kunstvolles Werk zu schreiben, was ihm auch gelang.
Bei dem Versuch, einen geeigneten Chor zu finden, hatte Fasch keinen Erfolg, da weder die ihm zur Verfügung stehenden Schulchöre noch die Hofsänger dem Werk gewachsen waren. Daher begann er, die Messe mit seinen Privatschülern einzustudieren. Aus diesen Proben, die ab 1790 in privatem Kreis stattfanden, entwickelte sich die Singe-Academie, die am 24. Mai 1791 gegründet wurde, dem Tag, als Fasch erstmals ein Probenbuch zu führen und die Zusammenkunft sich mit verbindlicherem Charakter hin zu einer institutionellen Struktur zu entwickeln begann.
Bereits im September desselben Jahres hatte der gemischte Chor seinen ersten öffentlichen Auftritt in der Marienkirche mit einer Komposition zum 51. Psalm (Miserere Mei). Ende 1793 probte der Chor in der Königlichen Akademie der Künste.
Ab 1794 studierte Fasch regelmäßig, neben Eigenem, Werke von Johann Sebastian Bach mit dem Chor ein. Komponisten wie Joseph Haydn und Ludwig van Beethoven, der die Sing-Akademie zu Berlin 1796 besuchte, schrieben für den Chor.
Im Verlauf der Jahre bis zu seinem Tod komponierte Fasch eine Reihe weiterer Chorwerke. Die Sing-Akademie zu Berlin selbst erlangte rasch Bekanntheit über Berlin hinaus, bei Faschs Tod im Jahr 1800 zählte sie bereits 137 Mitglieder.

## Tod und Grabstätte

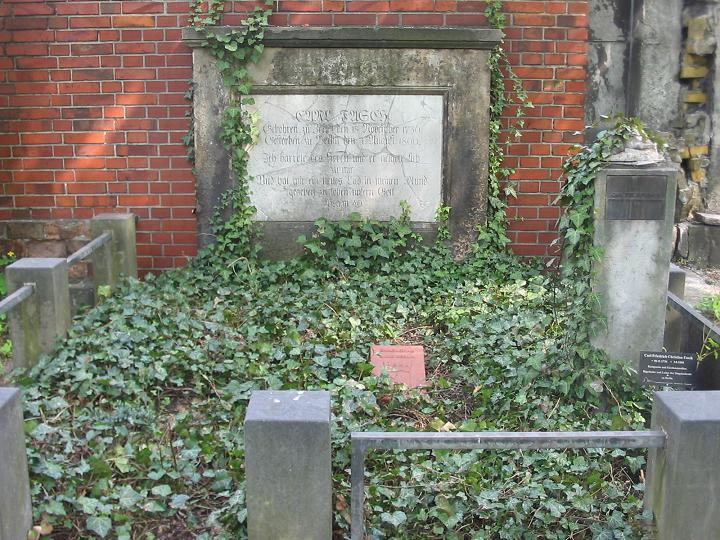
Ehrengrab von Carl Friedrich Fasch auf dem Friedhof I der Jerusalems- und Neuen Kirchengemeinde in Berlin-Kreuzberg (2006)

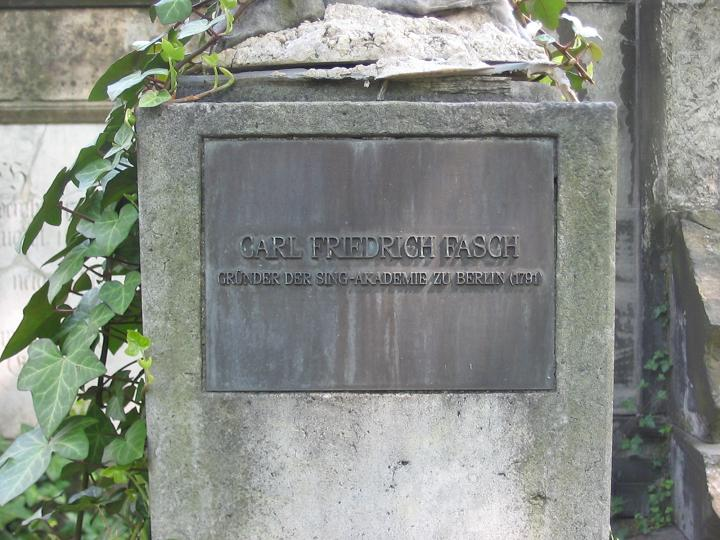
Postament auf dem Grabfeld mit Resten der gestohlenen Kunstmarmorbüste (2006)

Carl Friedrich Fasch starb am 3. August 1800 im Alter von 63 Jahren in Berlin. Dem Verstorbenen wurde eine Totenmaske abgenommen, nach deren Vorbild Johann Gottfried Schadow später eine Marmorbüste schuf. Die Beisetzung erfolgte auf dem Friedhof I der Jerusalems- und Neuen Kirchengemeinde vor dem Halleschen Tor. Bei dieser Gelegenheit kam Mozarts Requiem zum ersten Mal in Berlin zur Aufführung. 
Das Erbbegräbnis an der zur Zossener Straße hin gelegenen Friedhofsmauer zählt zu den ältesten erhaltenen Grabstätten des Friedhofs. Die als Grabstein dienende breite Sandsteinstele trägt eine Inschriftentafel, auf der aus Psalm 40 zitiert wird: „Ich harrete des Herrn und er neigete sich zu mir. Und hat mir ein neues Lied in meinen Mund gegeben zu loben unseren Gott.“ Eine nach Schadows Marmorbüste abgeformte Kunstmarmorbüste Faschs, die im rechten Teil des Grabfeldes aufgestellt war, wurde im Januar 2005 von dem sie tragenden Postament abgebrochen und gestohlen. Sie ist seither verschollen.
Auf Beschluss des Berliner Senats ist die letzte Ruhestätte von Carl Friedrich Fasch (Grablage: 111-EB-33) seit 1969 als Ehrengrab des Landes Berlin gewidmet. Die Widmung wurde zuletzt im Jahr 2018 um die übliche Frist von zwanzig Jahren verlängert.

## Denkmal

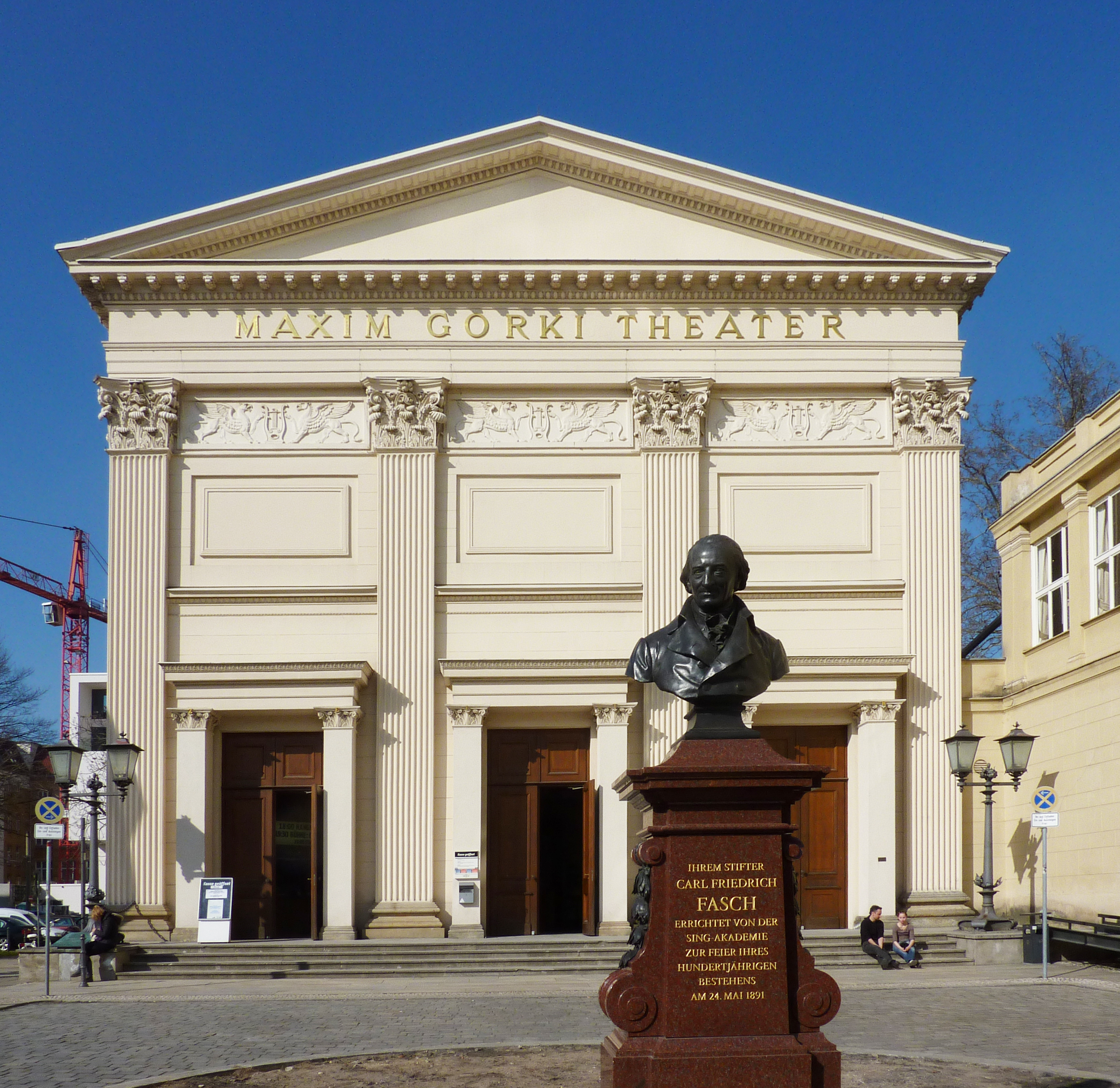
Replik der Fasch-Büste von Fritz Schaper vor der ehemaligen Singakademie

Das Denkmal für Fasch vor der ehemaligen Singakademie, in der heute das Maxim-Gorki-Theater residiert, ist ein Werk des Bildhauers Fritz Schaper. Die Büste gelangte nach 1945 über den damaligen Direktor der Singakademie, Georg Schumann, in die Sammlung des Märkischen Museums und wurde dort später als „unbekanntes Herrenbildnis“ von Schaper geführt. Dem Berliner Kunsthistoriker Jörg Kuhn gelang 1996 die Identifizierung der Büste anhand historischer Aufnahmen. Diese Aufnahmen und die originale Büste dienten als Vorlage für das 2011 aufgestellte Fasch-Denkmal.

## Werke (Auswahl)
Herauszuheben aus seinen wenigen erhaltenen bzw. überlieferten Kompositionen – fast alle Werke hatte er vor seinem Tod verbrennen lassen – sind:
- Motetten
- 16-stimmige Messe
- Miserere Mei (51. Psalm)
- Requiem aeternam für 8-stimmigen gemischten Chor (Neuausgabe Berlin 2006)
- Selig sind die Toten für 4-stimmigen gemischten  Chor (Neuausgabe Berlin 2006)
- Ariette pour le clavecin ou piano forte avec quatorze variations (Neuausgabe Berlin 2006)
- Der wieder erkannte Joseph, Oratorium (Text: Pietro Metastasio), Uraufführung 1774 durch die Hofkapelle in der Sankt-Hedwigs-Kathedrale zu Berlin
- Psalmen 119
- Harre auf Gott, Kantate zum 2. Sonntag nach Epiphanias; für Altsolo, 4-stimmigen gemischten Chor, 2 Flöten, 2 Oboen, 2 Hörner, 2 Fagotte, Streichorchester und Generalbass
- Die mit Tränen säen, Kantate zum 16. Sonntag nach Trinitatis; für Sopran, Alt, Tenor und Bass solo, 4-stimmigen gemischten Chor, Streichorchester und Generalbass
- Tripelkonzert für Trompete, Oboe d’amore, Solovioline, Streichorchester und Cembalo
- Sinfonie F-Dur (September 1752, Autograph in Dresden)

### Noten
- Noten und Audiodateien von Carl Friedrich Christian Fasch im International Music Score Library Project
- Gemeinfreie Noten von Carl Friedrich Christian Fasch in der Choral Public Domain Library – ChoralWiki (englisch)